# IC 2634
IC 2634 је спирална галаксија у сазвјежђу Лав која се налази на листи објеката дубоког неба у Индекс каталогу.
Деклинација објекта је + 10° 29' 9" а ректасцензија 11h 13m 28,3s. Привидна величина (магнитуда) објекта IC 2634 износи 14,5 а фотографска магнитуда 15,3. IC 2634 је још познат и под ознакама MCG 2-29-10, CGCG 67-35, PGC 34178.